# Suojärvi
Suojärvi (ryska: Суоярви, Suojarvi) är en stad i Karelska republiken inom Ryssland med 11 600 invånare (folkräkningen 2002). Orten är belägen 140 kilometer nordväst om Petrozavodsk och är huvudort i Suojarvskij-distriktet.
Orten, som fick stadsstatus 1940, var fram till 1944 en finländsk landskommun i Gränskarelen, i öster gränsande till Ryssland. Till kommunen hörde Hyrsylakröken, ett smalt landområde omgivet av Ryssland på tre sidor. Efter fortsättningskriget avträddes år 1944 kommunen till Sovjetunionen. Suojärvi var den till ytan största staden att avträdas till Sovjet. Orten ligger vid sjön Salonjärvin, en sjö vars vattenyta ligger på höjden 146 meter  och med en total yta på 19,7 kvkm. 
Landskommunens yta (landsareal) var 3433,2 km² och beboddes av 5.733 människor med ett befolkningstäthet av 1,7 km² (31 december 1908).. Landskommunen tillhörde Salmi härad, där även Suistamo, Korpiselkä, Salmi/ Mantsinsaari, Kitelä och Impilaks ingick.